# Beth Barr
Elizabeth „Beth“ Cynthia Barr (* 17. Dezember 1971) ist eine ehemalige Schwimmerin aus den Vereinigten Staaten. Sie gewann mit der Lagenstaffel eine olympische Silbermedaille.

## Karriere
Beth Barr trainierte bei PJC Aquatics in Pensacola, Florida.
Die Pan Pacific Swimming Championships 1987 fanden in Brisbane statt. Über 200 Meter Rücken erschwamm Beth Barr die Bronzemedaille hinter der Australierin Nicole Livingstone und Andrea Hayes aus den Vereinigten Staaten.
Bei den Olympischen Spielen 1988 in Seoul trat Barr in drei Disziplinen an. Über 100 Meter Rücken erreichte sie das Finale mit der viertbesten Zeit, im Endlauf schlug sie als Fünfte hinter ihrer Landsfrau Betsy Mitchell an. Zwei Tage später erreichten Betsy Mitchell, Tracey McFarlane, Mary T. Meagher und Dara Torres mit der zweitschnellsten Zeit das Finale in der 4-mal-100-Meter-Lagenstaffel. Im Endlauf schwammen Beth Barr, Tracey McFarlane, Janel Jorgensen und Mary Wayte zweieinhalb Sekunden schneller als die US-Staffel im Vorlauf. Alle sieben eingesetzten Schwimmerinnen erhielten die Silbermedaille hinter der Staffel aus der DDR. Über 200 Meter Rücken war Barr in Vorlauf und Endlauf die schnellste Nicht-Europäerin und belegte im Finale den vierten Platz mit fast einer Sekunde Rückstand auf die Gewinnerin der Bronzemedaille, Cornelia Sirch aus der DDR.
1991 wurde Beth Barr bei den Weltmeisterschaften in Perth Sechste über 200 Meter Rücken. Im gleichen Jahr belegte sie bei den Pan Pacific Swimming Championships in Edmonton den siebten Platz über 100 Meter Rücken. Beth Barr versuchte sowohl 1992 als auch 1996 die Qualifikation für das Olympiateam, aufgrund von Verletzungen beziehungsweise Krankheit gelang ihr dies aber nicht.
Beth Barr arbeitete zunächst als Lobbyistin in Washington. Sie zog dann mit ihrem Mann nach Phoenix und baute dort eine Schwimmschule auf. Nach der Scheidung kehrte sie nach Pensacola zurück.